# 李亞普諾夫函數
李雅普诺夫函数（Lyapunov function）是用來證明一動力系統或自治微分方程穩定性的函數，得名於俄罗斯數學家亞歷山大·李亞普諾夫，在动力系统穩定性理論及控制理論中相當重要。相似的概念见于一般状态空间马尔科夫链理论中，通常称为福斯特-李雅普诺夫函数（Foster–Lyapunov function）。
若一函數可能可以證明系統在某平衡點的穩定性，此函數稱為李亞普諾夫候選函數（Lyapunov-candidate-function）。不過目前還找不到一般性的方式可建構（或找到）一個系統的李亞普諾夫候選函數，而找不到李亞普諾夫函數也不代表此系統不穩定。不过，Cem Civelek教授根据公式类型给出了一种在自主情形下使用最一般形式构建常微分方程李雅普诺夫函数的系统方法。很多时候李雅普诺夫函数的构造是已知的，例如有许多应用数学家认为，无法构建耗散陀螺系统的李雅普诺夫函数。但C. Civelek和Ö. Cihanbegendi指出，根据上述文献的说法，可以给这样的系统构建李雅普诺夫函数。另外，二次函数足以用于单态系统；特定线性矩阵不等式之解为线性系统提供了李雅普诺夫函数。在動態系統中，有時會利用守恆律來建構李亞普諾夫候選函數。
針對自治系統的李亞普諾夫定理，直接使用李亞普諾夫候選函數的特性。在尋找一個系統平衡點附近的穩定性時，此定理是很有效的工具。不過此定理只是一個證明平衡點穩定性的充分條件，不是必要條件。而尋找李亞普諾夫函數也需要碰運氣，通常會用試誤法（trial and error）來尋找李亞普諾夫函數。

## 李亞普諾夫候選函數的定義
令
{\displaystyle V:\mathbb {R} ^{n}\to \mathbb {R} }
為純量函數。 

若要{\displaystyle V}為李亞普諾夫候選函數，函數{\displaystyle V}需為局部正定函數，亦即
{\displaystyle V(0)=0\,}
{\displaystyle V(x)>0\quad \forall x\in U\setminus \{0\}}
其中 {\displaystyle U} 是 {\displaystyle x=0} 的鄰域。

## 系統平衡點的轉換
令
{\displaystyle g:\mathbb {R} ^{n}\to \mathbb {R} ^{n}}
{\displaystyle {\dot {y}}=g(y)\,}
為一個自治的動態系統，其平衡點為{\displaystyle y^{*}\,}:
{\displaystyle 0=g(y^{*})\,}
可利用{\displaystyle x=y-y^{*}\,} 的座標轉換，使得
{\displaystyle {\dot {x}}=g(x+y^{*})=f(x)\,}
{\displaystyle 0=f(x^{*})\quad \Rightarrow \quad x^{*}=0\,}
在新的系統 {\displaystyle f(x)} 中，其平衡點為原點。
若系統的平衡點不是原點，可用上述的方式，轉換為另一個平衡點為原點的系統，因此以下的說明中，均假設原點是系統的平衡點。

## 自治系統的基本李亞普諾夫定理
令
{\displaystyle x^{*}=0\,}
為以下自治系統的平衡點
{\displaystyle {\dot {x}}=f(x)\,}
且令
{\displaystyle {\dot {V}}(x)={\frac {\partial V}{\partial x}}{\frac {dx}{dt}}=\nabla V{\dot {x}}=\nabla Vf(x)}
為李亞普諾夫候選函數{\displaystyle V}的時間導數。

### 穩定平衡點
若在平衡點的鄰域{\displaystyle {\mathcal {B}}}，李亞普諾夫候選函數{\displaystyle V}為正定，且其時間導數半負定：
{\displaystyle {\dot {V}}(x)\leq 0\quad \forall x\in {\mathcal {B}}}
則此平衡點為一穩定的平衡點。

### 局部漸近穩定平衡點
若在平衡點的鄰域{\displaystyle {\mathcal {B}}}，李亞普諾夫候選函數{\displaystyle V}為正定，且其時間導數為負定：
{\displaystyle V(x)>0,{\dot {V}}(x)<0\quad \forall x\in {\mathcal {B}}\setminus \{0\}}
則此平衡點為一局部漸近穩定的平衡點。

### 全域漸近穩定平衡點
若李亞普諾夫候選函數{\displaystyle V}為全域正定，其時間導數為全域負定：
{\displaystyle V(x)>0,{\dot {V}}(x)<0\quad \forall x\in \mathbb {R} ^{n}\setminus \{0\},}
且{\displaystyle V}滿足以下的條件（稱為「徑向無界」 radially unbounded）：
{\displaystyle \|x\|\to \infty \Rightarrow V(x)\to \infty }.
則此平衡點為一全域漸近穩定的平衡點。

## 外部連結
- Example 利用李雅普諾夫函數判別常微分方程平衡點穩定性的一些例子
- Some Lyaponov diagrams